# Commonweal
Commonweal è il più antico giornale di opinione cattolico statunitense. La sede è presso il The Interchurch Center di New York.

## Storia
Il periodico fu fondato nel 1924 da Michael Williams (1877–1950) e dallo studio Calvert Associates come testata indipendente, organizzata sul modello di The New Republic e di The Nation, ma con un taglio editoriale che copriva anche le notizie di arte, letteratura, politica e società. La rivista si presenta come una "rassegna di religione, politica e cultura" ed è gestita da una società senza scopo di lucro, composta da diciotto membri. Il nome Commonweal si ispira alla filosofia politica di san Tommaso d'Aquino secondo la quale i decisori devono orientare la loro opera al bene comune della società.
Dopo aver sperimentato nel '51 un crollo degli abbonamenti e dei lettori, che mise a rischio la sua stessa sopravvivenza, la periodicità divenne mensile e l'offerta di contenuti si focalizzò su editoriali, rubriche, saggi e poesie, unitamente a recensioni di film, libri e teatro.
Fra gli autori pubblicati, si ricordano i seguenti: François Mauriac, Georges Bernanos, Hannah Arendt, G. K. Chesterton, Hilaire Belloc, Jacques Maritain, Dorothy Day, Robert Bellah, Graham Greene, Emmanuel Mounier, Conor Cruise O'Brien, Thomas Merton, Wilfrid Sheed, Paul Ramsey, il cardinale Joseph Bernardin, Abigail McCarthy, Christopher Lasch, il critico teatrale Walter Kerr, Marilynne Robinson, Luke Timothy Johnson, Terry Eagleton, la teologa Elizabeth Johnson e Andrew Bacevich; i racconti di Evelyn Waugh, J. F. Powers, Alice McDermott e di Valerie Sayers; le poesie di W. H. Auden, Robert Lowell, Theodore Roethke, John Updike, Les Murray, John Berryman e Marie Ponsot; le opere di Jean Charlot, Rita Corbin, Fritz Eichenberg e Emil Antonucci.
Nel corso della sua storia, Commonweal ha sposato un orientamento di tipo liberale e moderno e ha costantemente respinto tanto le sette quanto il dogmatismo religioso, attraendo un novero di collaboratori che hanno dato voce ad un ampio spettro della politica e della cultura statunitense, talora senza relazioni con la gerarchia e col Magistero della Chiesa Cattolica.

Ad esempio, criticò la strategia interventista del senatore Joseph McCarthy che era favorevole alla partecipazione degli Stati Uniti nella Guerra di Corea. In anni più recenti, nel 2001 e nel 2007, nel 2009, diede alle stampe una serie di articoli a sostegno del teologo Roger Haight.